# Saturday Supercade
Saturday Supercade è una serie televisiva animata prodotta dalla Ruby-Spears e trasmessa per due stagioni, tra il 1983 e il 1985, nella fascia saturday morning della CBS. Ogni episodio vedeva come protagonisti alcuni personaggi dell'età dell'oro dei videogiochi arcade, tra cui Donkey Kong, Mario, Frogger (la rana di Frogger) ed Harry Pitfall (l'esploratore di Pitfall!).
In Italia è stata trasmessa su Rai Due all’interno di Patatrac.

## Doppiaggio
- Mario: Peter Cullen (4 episodi, 1983)
- Donkey Kong: Soupy Sales (4 episodi, 1983)
- Pauline: Judy Strangis (4 episodi, 1983)
- Frogger: Bob Sarlatte (3 episodi, 1983)
- Harry Pitfall: Robert Ridgely (2 episodi, 1983)
- Kimberly: Nancy Cartwright